# Michaił Jermołajew
Michaił Iwanowicz Jermołajew, ros. Михаил Иванович Ермолаев (ur. 4 listopada 1935 w miasteczku Bieżyca (obecnie dzielnica Briańska, w obwodzie zachodnim, Rosyjska FSRR) – rosyjski piłkarz, grający na pozycji obrońcy, trener piłkarski.

## Kariera piłkarska
Wychowanek klubów Stroitiel Bieżyca i Dzierżyniec Bieżyca. Pierwszy trener Władimir Blinkow. Karierę piłkarską  rozpoczął w drużynie Krylja Sowietow Woroneż, dokąd został powołany do służby w wojsku. W 1956 roku został przeniesiony do CSKA Moskwa. Po urazie nerki był zmuszony zakończyć karierę piłkarza w roku 1962.

### Kariera reprezentacyjna
W 1959 bronił barw olimpijskiej reprezentacji Związku Radzieckiego. Ogółem rozegrał 3 mecze.

## Kariera trenerska
Karierę szkoleniowca rozpoczął po zakończeniu kariery piłkarza. Ukończył Wyższą Szkołę Trenerów. Najpierw pomagał trenować CSKA Moskwa, a potem stał na czele Sportowego Klubu Floty Czarnomorskiej w Sewastopolu. W 1972 objął prowadzenie wojskowej drużyny Odeskiego Okręgu Wojskowego, która zmieniła lokalizację na Tyraspol i nazywała się Zwiezda Tyraspol. Na początku 1976 klub powrócił do Odessy i przywrócił nazwę SKA Odessa. W odeskim klubie kontynuował pracę na stanowisku głównego trenera.. W czerwcu 1976 został zmieniony przez Wołodymyra Szemelewa. Potem pracował jako zastępca dyrektora wydziału sportu w Północnej Grupie Wojsk.

## Sukcesy i odznaczenia

### Sukcesy piłkarskie
CSKA Moskwa
- brązowy medalista Mistrzostw ZSRR:  1958

### Sukcesy indywidualne
- wybrany do listy 33 najlepszych piłkarzy ZSRR: 1958

### Odznaczenia
- tytuł Mistrza Sportu ZSRR: 1959
- tytuł Zasłużonego Mistrza Sportu ZSRR